# Mecostibus mopanei
Mecostibus mopanei är en insektsart som beskrevs av Boris Petrovich Uvarov 1953. Mecostibus mopanei ingår i släktet Mecostibus och familjen Lentulidae. Inga underarter finns listade i Catalogue of Life.